# Historica
Le bâtiment H ou Historica (finnois : Historica), est un bâtiment de l'université de Jyväskylä construit sur Seminaarinmäki à Jyväskylä en Finlande,.

## Histoire
Le bâtiment est construit en 1881, comme bâtiment principal du département féminin de Séminaire de formation des maîtres. 
On y organise la plupart des cours du département.
Pour la pratique pédagogique on y installe au premier étage l'école modèle pour filles et plus tard l'école d'entrainement de l’école supérieure de pédagogie.
Au deuxième étage, se trouvait la salle des fêtes du département féminin qui servait aussi de salle de gymnastique,.

## Galerie

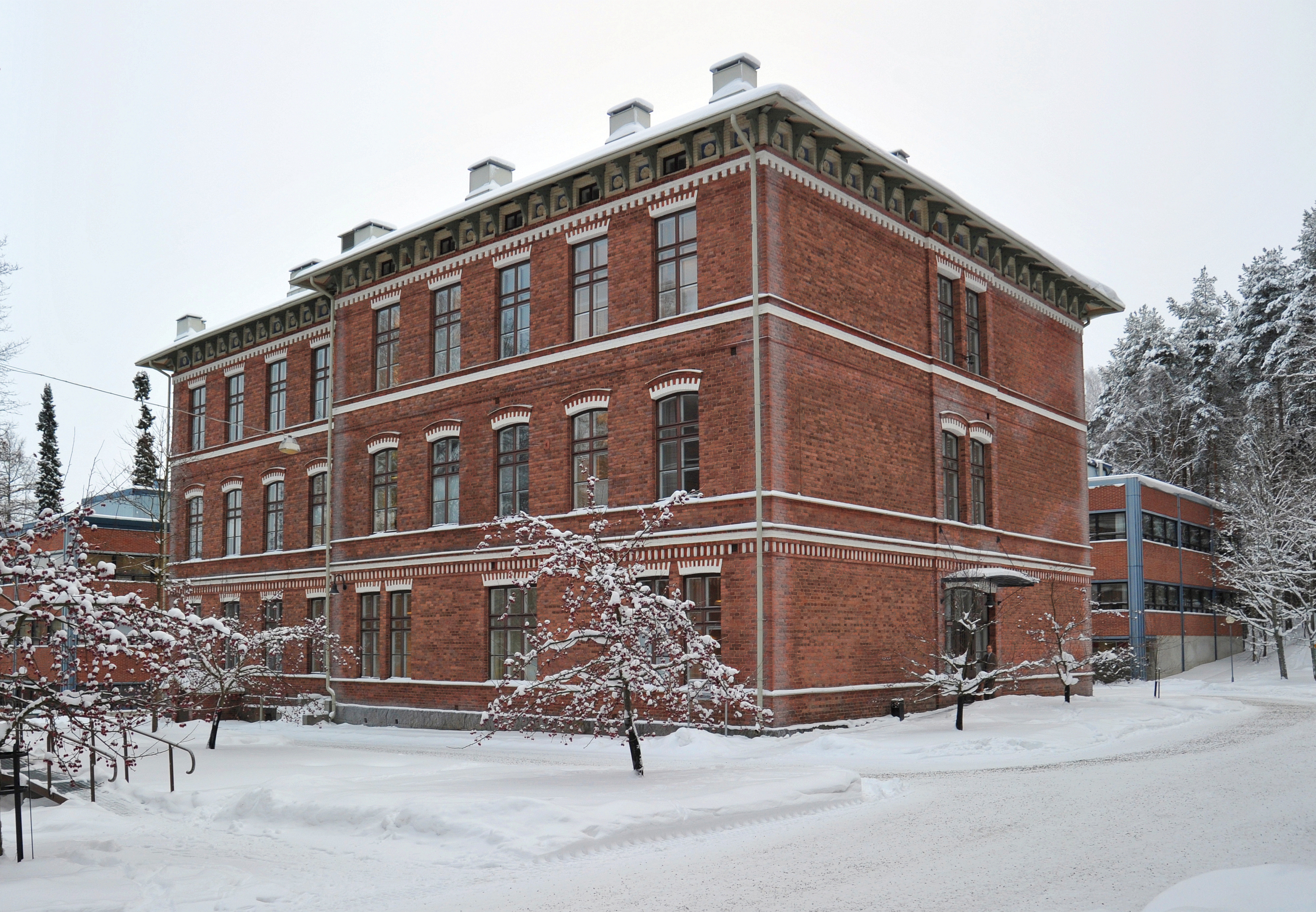
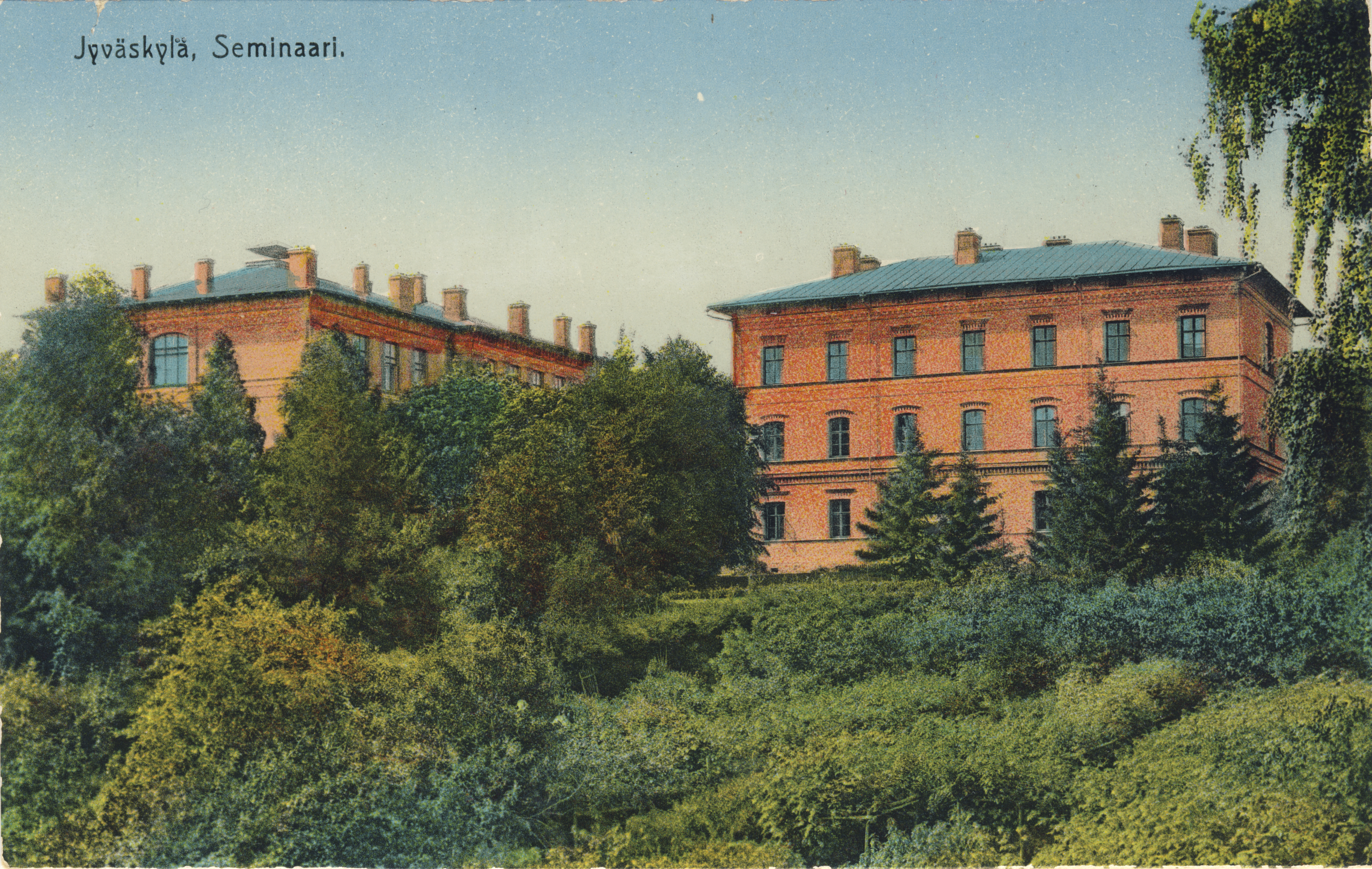